# Fats Domino
Fats Domino, pseudonimo di Antoine Dominique Domino Jr. (New Orleans, 26 febbraio 1928 – Harvey, 24 ottobre 2017), è stato un cantautore e pianista statunitense.
Considerato uno dei musicisti più influenti di sempre, egli fu pioniere del rhythm and blues e del rock and roll.
Dotato di un caratteristico quanto inimitabile stile vocale, è stato il cantante afro-americano che ha avuto il maggiore successo durante tutti gli anni cinquanta e nei primi anni sessanta. Il fascino del suo pianoforte è dovuto al suo stile vagamente blues ed influenzato dal boogie woogie.
La rivista Rolling Stone lo ha posizionato al 25º posto nella lista dei 100 migliori artisti di tutti i tempi.

## Biografia

### Infanzia e inizi
Ultimo degli otto figli di Antoine Caliste Domino (1879–1964) e Marie-Donatille Gros (1886–1971), "Fats" Domino nasce in una famiglia dedita alla musica (suo padre era un apprezzato violinista) ed impara presto a suonare. A 14 anni, lascia la scuola per poter suonare in qualche locale notturno. È proprio in un locale che conosce il produttore Dave Bartholomew, con cui scriverà nel 1949 il suo primo pezzo di successo, The Fat Man, considerato uno dei primi pezzi rock and roll.

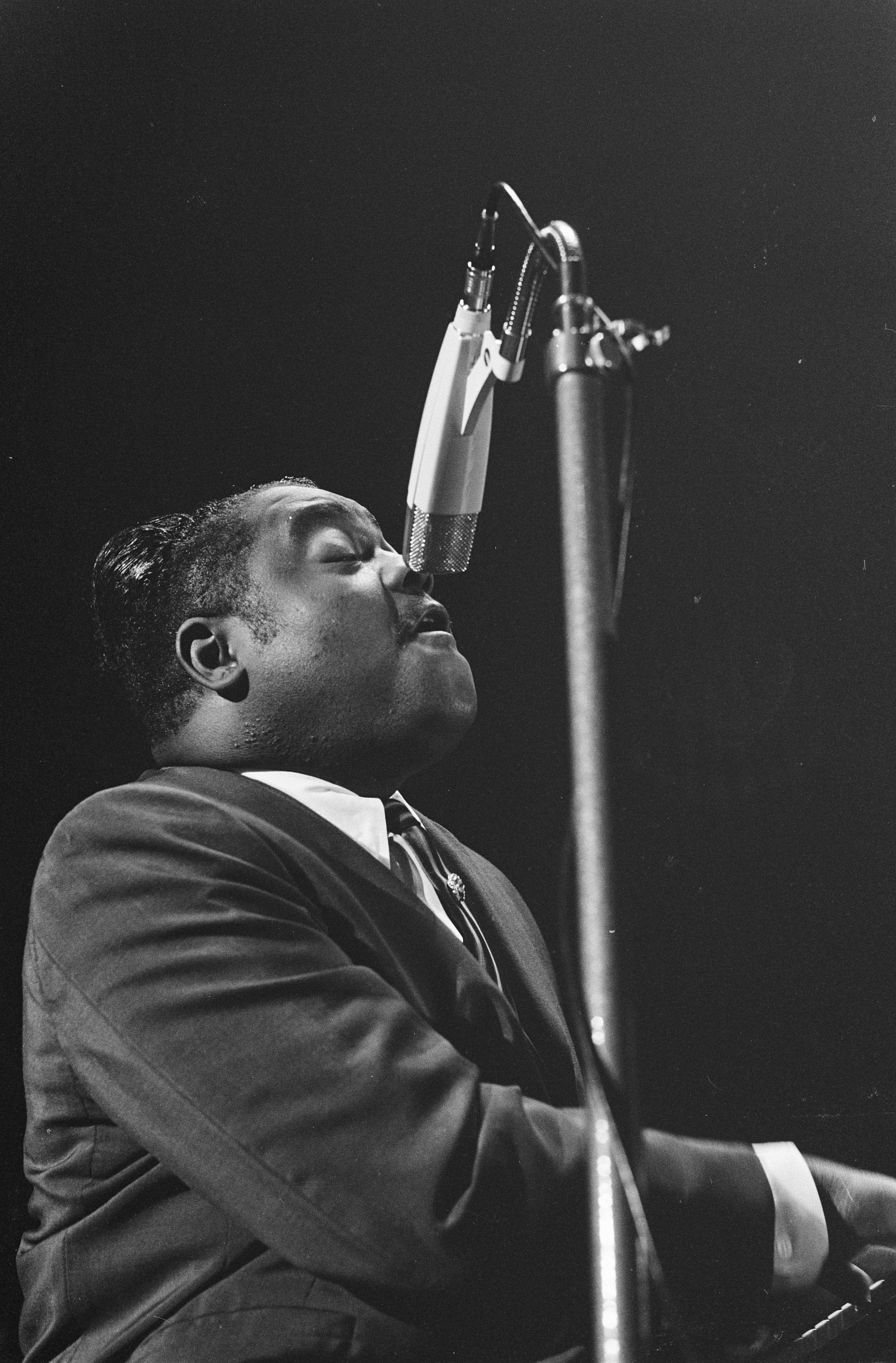
Fats Domino in concerto, Amsterdam, 1962

Domino ottenne grande visibilità in America con The Fat Man (1950, Imperial Records), secondo alcuni il primo vero disco di rock and roll, con un pianoforte ritmato e gli ormai classici vocalizzi di Domino. Il disco, un rifacimento di Junker's Blues di Champion Jack Dupree, fu un successo eccezionale, vendette più di un milione di copie raggiungendo il secondo posto della Billboard R&B Chart ed è entrato nella Grammy Hall of Fame Award nel 2016.

### Il successo
Domino registrò poi una serie di successi con il produttore e coautore Dave Bartholomew, il sassofonista Alvin "Red" Tyler  ed il batterista Earl Palmer.  Altri musicisti degni di nota nella band di Domino erano: il sassofonista Reggie Houston, Lee Allen, e Fred Kemp che era anche il fidato capoband di Domino. Domino giunse infine nel mainstream pop con Ain't That a Shame (1955) che scalò la Top Ten, anche se a raggiungere il numero 1 fu la cover "bianca" di Pat Boone. Domino fece uscire una serie senza precedenti di 35 singoli che entrarono tutti in Top 40, tra cui Whole Lotta Loving, Blue Monday e una versione funky della vecchia ballata Blueberry Hill.
Il 18 dicembre 1957, Domino eseguì il suo successo The Big Beat al programma di Dick Clark American Bandstand.
Fats Domino continuò a sfornare successi per la Imperial durante tutto il 1962. Cosa senza precedenti: tutti e 22 i dischi incisi per la Imperial furono hit su entrambi i lati, cioè sia la canzone incisa sul lato A che quella sul lato B (44 canzoni in tutto) entrarono in classifica. Dopo il passaggio alla ABC-Paramount nel 1963, però, la carriera di Domino ebbe un improvviso tracollo in classifica. Ottenne un successo da Top 40 per la ABC (Red Sails In The Sunset, 1963), ma alla fine del 1964 la British invasion  aveva ormai cambiato i gusti del pubblico e la scalata delle classifiche per Domino era finita.

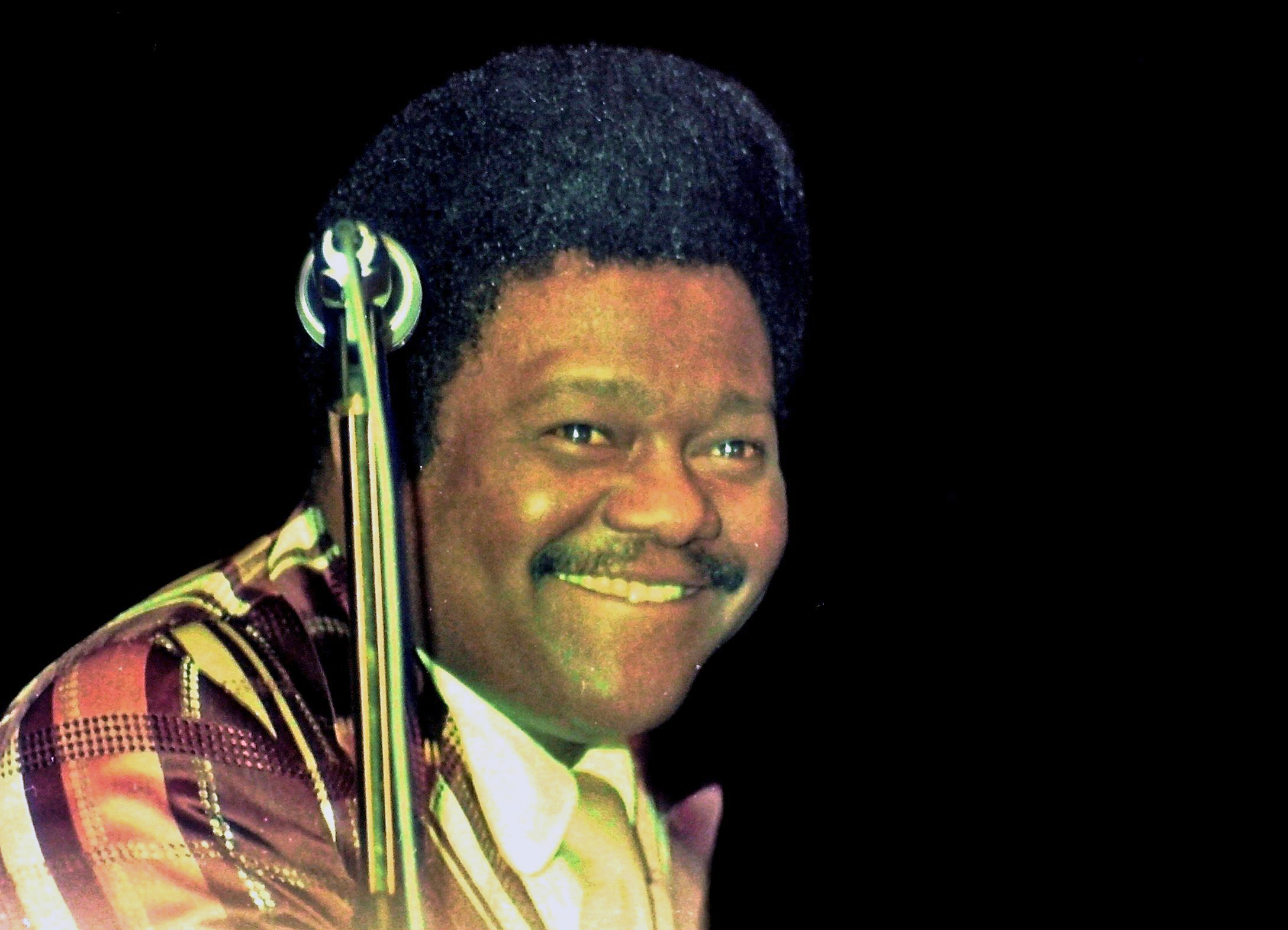
Fats Domino nel 1977

Ma, nonostante l'insuccesso commerciale, Domino continuò regolarmente ad incidere fino al 1970, e, sporadicamente, anche dopo. Continuò a fare concerti dal vivo molto seguiti per vari decenni e gli è stata riconosciuta una grande influenza sulla musica degli anni sessanta e settanta dagli stessi artisti dell'epoca: il pezzo Lady Madonna dei Beatles venne scritto da John Lennon e Paul McCartney per emulare lo stile di Fats Domino.
Domino riuscì a tornare in classifica per l'ultima volta nel 1968, ironia della sorte, proprio con una cover di Lady Madonna dei Beatles, che comparve al numero 100 per due settimane consecutive.
Il cantante e compositore nordirlandese Van Morrison incise una canzone dal titolo Domino, poi pubblicata nel suo album His Band and the Street Choir del 1970 proprio per omaggiare Fats Domino.
Negli anni ottanta decise che non avrebbe più lasciato New Orleans, godendo di una buona rendita per via dei diritti d'autore e non amando viaggiare, dichiarò che non avrebbe potuto trovare un cibo migliore da nessun'altra parte. Non lo dissuasero dal suo proposito nemmeno l'ingresso alla Rock and Roll Hall of Fame ed un invito a suonare alla Casa Bianca. Viveva in una villa del quartiere prevalentemente operaio di Lower 9th Ward, dove non era una cosa rara vederlo passare sulla sua Cadillac rosa acceso. Prendeva parte ogni anno al New Orleans Jazz & Heritage Festival e ad altri eventi locali con performance che mostravano un talento imperituro.

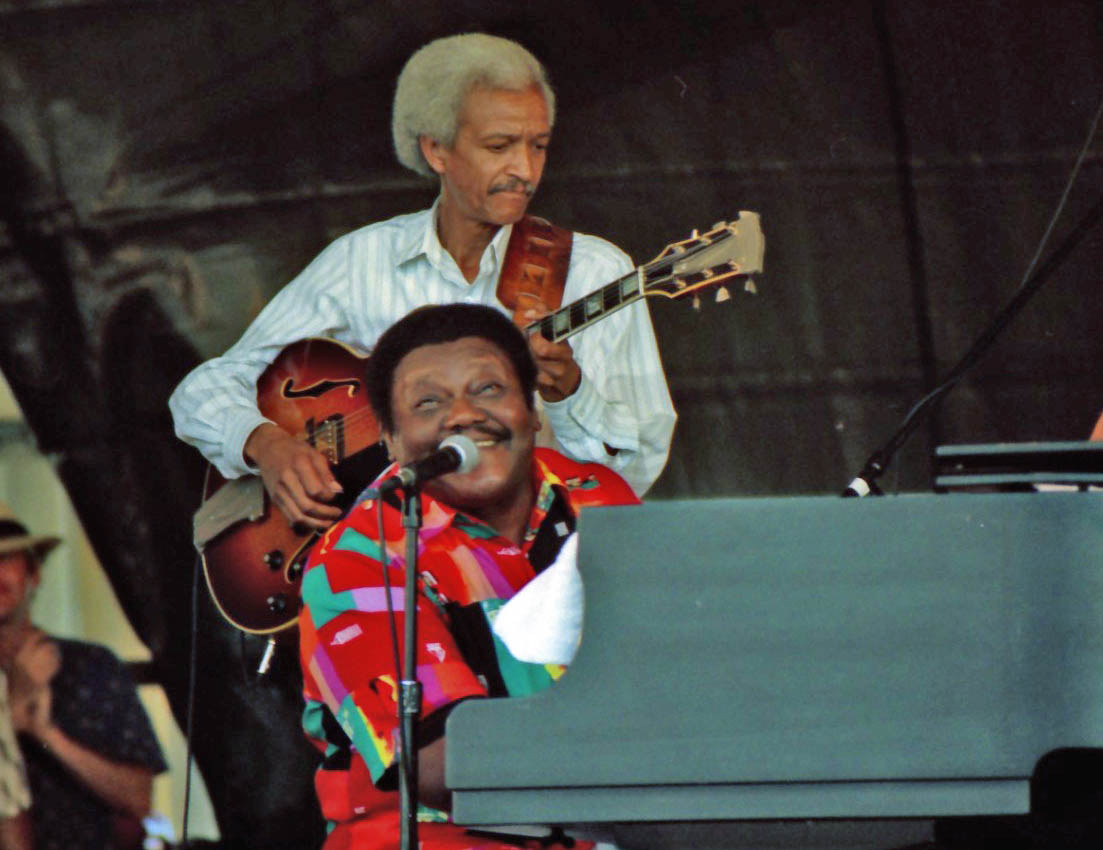
Fats Domino nel 1997

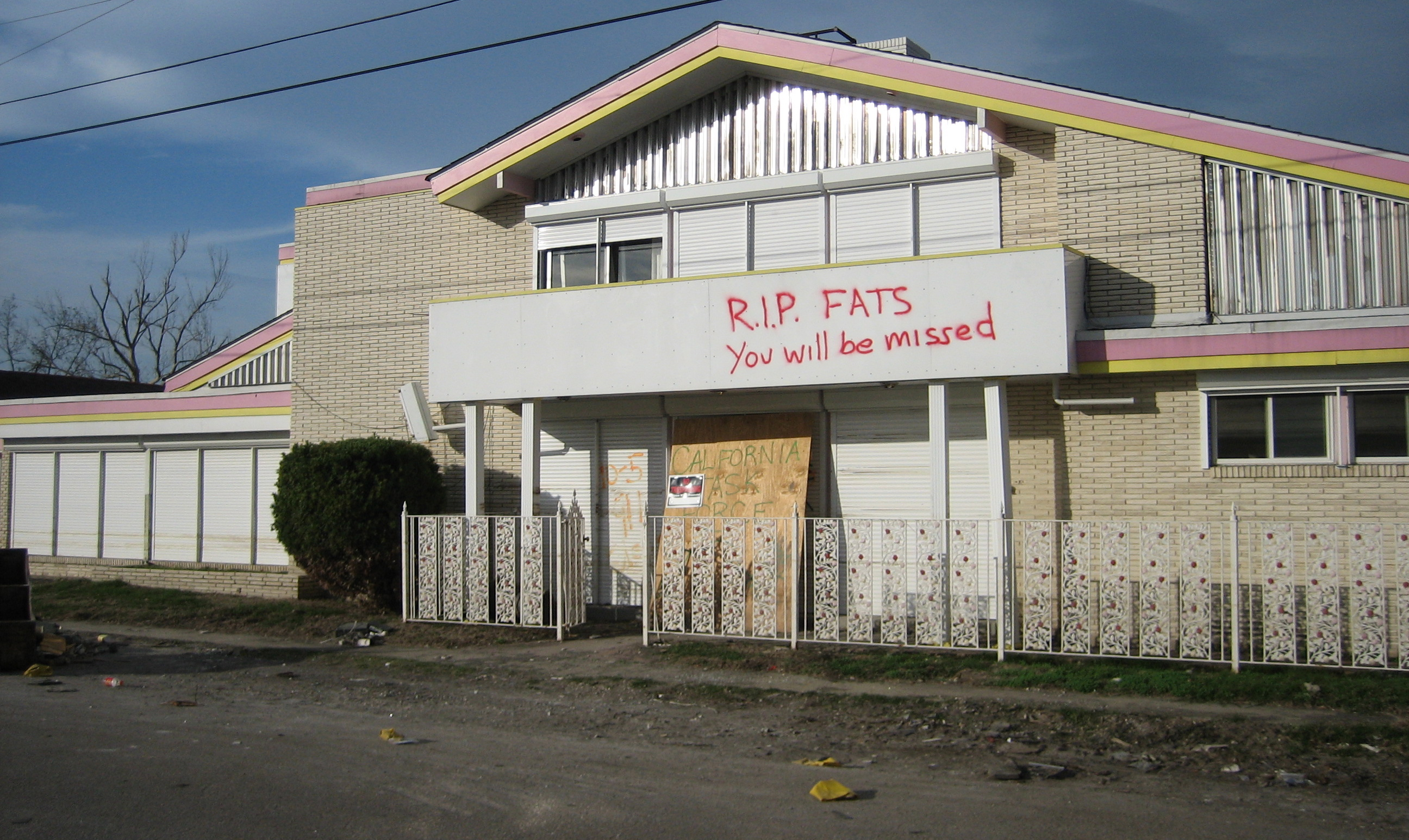
Graffiti di affettuoso ricordo sulla casa di Domino, creduto morto a causa dell'uragano Katrina.

All'arrivo dell'Uragano Katrina a New Orleans, nell'agosto 2005, Domino decise di rimanere in casa con la sua famiglia, a causa dei problemi di salute della moglie. La zona in cui si trovava la sua casa, Lower 9th Ward, ha subito un grave allagamento e si è creduto che Domino ne fosse rimasto vittima, anche a causa di una scritta sul muro della sua casa che diceva "RIP Fats. Ci mancherai", la cui foto ha fatto il giro del mondo. L'11 settembre inoltre, l'agente di Domino, Al Embry, dichiarò di non averlo più sentito dopo l'arrivo dell'uragano.
Lo stesso giorno, la CNN ha diffuso la notizia che Fats Domino era stato tratto in salvo da un elicottero della Guardia Costiera. Sua figlia, la cantante gospel Karen Domino White, lo ha identificato da una foto mostrata sulla CNN. La famiglia Domino è stata poi trasportata al rifugio di Baton Rouge e accolta in seguito dal quarterback della Louisiana (nonché fidanzato della nipote di Fats Domino) JaMarcus Russell, che li ha ospitati nel suo appartamento. In un articolo apparso sul Washington Post si diceva che venerdì 2 settembre la famiglia Domino avrebbe lasciato la casa di Russell dopo aver dormito due notti sul divano. "Abbiamo perso tutto", avrebbe dichiarato Domino secondo quanto pubblicato dal Post.
Nel gennaio 2006 sono cominciati i lavori per ricostruire la casa di Domino al Lower 9th Ward.
Fats avrebbe dovuto essere il primo artista in scaletta sul palco del Jazz & Heritage Festival 2006, ma, essendo molto malato, si è solo limitato ad un saluto dal palco. All'inizio del 2006 ha dato alle stampe l'album Alive and Kickin, il cui ricavato è andato alla Tipitina Foundation per musicisti indigenti. La canzone che dà il titolo all'album è stata registrata dopo Katrina, ma la maggior parte degli altri pezzi risalgono a sessioni inedite degli anni novanta.

### Morte ed eventi postumi
Domino è morto il 24 ottobre 2017, nella sua casa di Harvey (Louisiana), all'età di 89 anni, per cause naturali, secondo l'ufficio del coroner.
Il 25 giugno 2019, The New York Times Magazine ha riportato la notizia che Fats Domino è tra le centinaia di artisti il cui materiale sarebbe andato distrutto nell'incendio degli archivi della Universal nel 2008.

## Discografia
- 1951 - A WHOLE LOTTA LOVE
- 1955 - CARRY ON ROCKIN'
- 1956 - FATS DOMINO ROCK AND ROLLIN'
- 1956 - ROCK AND ROLLIN' WITH FATS DOMINO
- 1956 - THIS IS FATS DOMINO!
- 1957 - HERE STANDS FATS DOMINO
- 1957 - THIS IS FATS
- 1958 - THE FABULOUS Mr. D.
- 1958 - FATS DOMINO SWINGS
- 1959 - LET'S PLAY FATS DOMINO - Pubblicato in Canada
- 1960 - ... A LOT OF DOMINOS!
- 1961 - LET THE FOUR WINDS BLOW
- 1961 - HERE'S FATS AGAIN
- 1961 - I MISS YOU SO
- 1962 - TWISTIN' THE STOMP
- 1962 - JUST DOMINO
- 1962 - WHAT A PARTY!
- 1963 - LET'S DANCE WITH DOMINO
- 1964 - FATS ON FIRE
- 1964 - FATS DOMINO SWINGS #2
- 1965 - GETAWAY WITH FATS DOMINO
- 1966 - SOUTHLAND USA
- 1968 - FATS IS BACK
- 1978 - GOOD ROCKIN'
- 1979 - SLEEPING ON THE JOB
- 1980 - 1980
- 1982 - CREOLE MAN
- 1985 - MUSIC FOR THE MILLIONS - Pubblicato in Olanda
- 1992 - SWINGIN' FATS - Pubblicato in Olanda
- 1993 - CHRISTMAS IS A SPECIAL DAY
- 2001 - CHRISTMAS GUMBO
- 2006 - ALIVE AND KICKIN' - Registrazione per beneficenza

### Album dal vivo
- 1965 - FATS DOMINO LIVE
- 1973 - LIVE IN NEW YORK - Central Park, 1968
- 1973 - IN CONCERT - Pubblicato in Olanda
- 1973 - LIVE IN LAS VEGAS
- 1975 - MY BLUE HEAVEN
- 1976 - HELLO JOSEPHINE - LIVE AT MONTREUX
- 1977 - LIVE IN EUROPE - Munchen und Hof, 1977
- 1978 - LIVE: 20 ORIGINAL HITS
- 1979 - BLUEBERRY HILL
- 1979 - LADY MADONNA - live in Philadelphia
- 1983 - ON STAGE - live in Philadelphia
- 1986 - THE FAT MAN LIVE
- 1987 - FATS & FRIENDS - live 1986 - con J. L. LEWIS e Ray CHARLES
- 1987 - HIS GREATEST HITS - Los Angeles
- 1988 - MASTERS OF POP MUSIC LIVE
- 1989 - ANTOINE "FATS" DOMINO - Galveston e Houston
- 1990 - THE BEST OF FATS DOMINO LIVE
- 1991 - DOMINO AFTER HOURS - live in Philadelphia, 1970
- 1993 - THE FATS DOMINO COLLECTION - live
- 1994 - THE GREAT FATS DOMINO IN CONCERT
- 1994 - BE MY GUEST - Flamingo Hotel, Las Vegas, 1965
- 1995 - GREATEST HITS LIVE
- 1995 - FATS DOMINO LIVE
- 1996 - FAT MAN SINGS
- 1996 - THE MAGIS OF FATS DOMINO IN CONCERT
- 1997 - LIVE...IN CONCERT
- 1997 - GREATEST HITS LIVE IN CONCERT
- 1997 - BLUEBERRY HILL - THE VERY BEST OF FATS DOMINO IN CONCERT
- 1997 - HITS ALIVE - 2 CD
- 1999 - LIVE AT GILLEY'S - Los Angeles
- 2003 - FATS DOMINO '65 - THE COMPLETE SESSION LIVE
- 2003 - IT AIN'T OVER UNTIL THE FAT MAN SINGS
- 2004 - LIVE BLUEBERRY HILL
- 2006 - SENTIMENTAL JOURNEY - live at University of New Orleans - 2 CD
- 2006 - LIVE FROM AUSTIN, TEXAS
- 2013 - ANTIBES 1962 - Festival de Jazz, Juan-Les-Pins

### Singoli
- 1950 Detroit City Blues/The Fat Man R&B #2
- 1950 Hide Away Blues/She's My Baby
- 1950 Hey La Bas Boogie/Brand New Baby
- 1950 Every Night About This Time/Korea Blues
- 1951 Tired of Crying/What's the Matter Baby
- 1951 Don't You Lie to Me/Sometimes I Wonder
- 1951 Right from Wrong/No, No Baby
- 1951 Rockin' Chair/Careless Love
- 1951 I'll Be Gone/You Know I Miss You
- 1952 Goin' Home/Reeling and Rocking
- 1952 Poor Poor Me/Trust in Me
- 1952 How Long/Dreaming
- 1953 Nobody Loves Me R&B #8
- 1953 Going To The River R&B #1(1)
- 1953 Please Don't Leave Me R&B #3
- 1953 Rosemary R&B #6
- 1953 Don't Leave Me This Way R&B #19
- 1953 Something's Wrong R&B #6
- 1954 You Done Me Wrong R&B #10
- 1954 Baby Please R&B #15
- 1954 You Can Pack Your Suitcase R&B #13
- 1954 I Lived My Life R&B #13
- 1954 Love Me R&B #17
- 1954 Thinking of You R&B #14
- 1955 Don't You Know R&B #7
- 1955 Ain't That a Shame R&B #1(11)
- 1955 All By Myself R&B #1(3)
- 1955 Poor Me R&B #1(1)
- 1955 I Can't Go On (Rosalie) R&B #3
- 1956 Bo Weevil R&B #5"
- 1956 Don't Blame It On Me R&B #9
- 1956 I'm In Love Again R&B #1(9)
- 1956 My Blue Heaven R&B #5
- 1956 When My Dreamboat Comes Home R&B #2(1)
- 1956 So Long R&B #5
- 1956 Blueberry Hill R&B #1(11)
- 1956 Honey Chile R&B #2(1)
- 1956 Blue Monday R&B #1(8)
- 1957 What's The Reason I'm Not Pleasing You? R&B #10
- 1957 I'm Walkin' R&B #1(6)
- 1957 Rooster Song (EP) R&B #13
- 1957 Valley of Tears R&B #2(3)
- 1957 It's You I Love R&B #3
- 1957 What Will I Tell My Heart? R&B #12
- 1957 When I See You (con Ann Cole) R&B #14
- 1957 Wait And See R&B #7
- 1957 The Big Beat R&B #15
- 1957 I Want You To Know R&B #15
- 1958 Yes, My Darling R&B #10
- 1958 Don't you Know I Love You R&B #16
- 1958 Sick And Tired R&B #13
- 1958 No No R&B #20
- 1958 Little Mary R&B #4
- 1958 Young School Girl R&B #15
- 1958 Whole Lotta Loving R&B #2(1)
- 1959 When The Saints Go Marching In R&B #15
- 1959 Telling Lies R&B #13
- 1959 I'm Ready R&B #7
- 1959 Margie R&B #15
- 1959 I Want To Walk You Home R&B #1(1)
- 1959 I'm Gonna Be A Wheel Someday R&B #13
- 1959 Be My Guest R&B #2(1)
- 1959 I've Been Around R&B #19
- 1960 Country Boy R&B #7
- 1960 Tell Me That You Love Me R&B #18
- 1960 Walking To New Orleans R&B #2(1)
- 1960 Put Your Arms Around Me Honey R&B #18
- 1960 Three Nights A Week R&B #8
- 1960 My Girl Josephine R&B #4
- 1961 What A Price R&B #4
- 1961 Ain't That Just Like A Woman R&B #11
- 1961 Shu Rah R&B #14
- 1961 It Keeps Rainin'           R&B #11
- 1961 Let The Four Winds Blow R&B #2(1)
- 1961 What A Party R&B #13
- 1961 Jambalaya R&B #7
- 1961 I Hear You Knocking R&B #15
- 1962 You Win Again R&B #15
- 1963 Red Sails In The Sunset R&B #13